# Vương Mục Chi
Vương Mục Chi (chữ Hán: 王穆之, ? - 364), nguyên quán ở huyện Tấn Dương, quận Thái Nguyên là hoàng hậu dưới thời Tấn Ai Đế, vua thứ 10 của nhà Tấn trong lịch sử Trung Quốc.

## Tiểu sử
Phụ thân của Vương Mục Chi là Tư đồ tả trưởng sử Vương Mông (thuộc Thái Nguyên Vương thị), làm quan trong triều đình Đông Tấn. Bà được đem gả cho Lang Nha vương Tư Mã Phi, con trai trưởng của Tấn Thành Đế và trở thành vương phi. Năm 361, Tư Mã Phi lên ngôi vua, tức Tấn Ai Đế, bèn cho lập bà làm hoàng hậu, đồng thời truy tặng mẹ bà là Viên thị làm An Quốc hương quân.
Năm 364, Vương Mục Chi qua đời, được truy tặng danh hiệu Ai Tĩnh hoàng hậu (哀靖皇后).